# Municipio de McAlmond
El municipio de McAlmond (en inglés: McAlmond Township) es un municipio ubicado en el condado de Mountrail en el estado estadounidense de Dakota del Norte. En el año 2010 tenía una población de 34 habitantes y una densidad poblacional de 0,37 personas por km².

## Geografía
El municipio de McAlmond se encuentra ubicado en las coordenadas 48°14′52″N 102°6′21″O / 48.24778, -102.10583. Según la Oficina del Censo de los Estados Unidos, el municipio tiene una superficie total de 92.79 km², de la cual 90,7 km² corresponden a tierra firme y (2,25 %) 2,09 km² es agua.

## Demografía
Según el censo de 2010, había 34 personas residiendo en el municipio de McAlmond. La densidad de población era de 0,37 hab./km². De los 34 habitantes, el municipio de McAlmond estaba compuesto por el 100 % blancos. Del total de la población el 5,88 % eran hispanos o latinos de cualquier raza.